# ناحیه ون بورن، شهرستان مدیسون، ایندیانا
ناحیه ون بورن، شهرستان مدیسون، ایندیانا (به انگلیسی: Van Buren Township, Madison County, Indiana) یک سکونتگاه مسکونی در ایالات متحده آمریکا است که در شهرستان مدیسون، ایندیانا واقع شده‌است.

## خصوصیات
ناحیه ون بورن ۱٬۸۶۱ نفر جمعیت دارد و ۲۷۱ متر بالاتر از سطح دریا واقع شده‌است.